# 47e cérémonie des National Society of Film Critics Awards
La 47e cérémonie des National Society of Film Critics Awards (NSFC Awards), décernés par la National Society of Film Critics, a eu lieu le 5 janvier 2013, a récompensé les films réalisés l'année précédente,.

## Palmarès

### Meilleur film
1. Amour
2. The Master
3. Zero Dark Thirty

### Meilleur réalisateur
1. Michael Haneke pour Amour
2. Kathryn Bigelow pour Zero Dark Thirty
3. Paul Thomas Anderson pour The Master

### Meilleur acteur
1. Daniel Day-Lewis pour le rôle d'Abraham Lincoln dans Lincoln
2. Denis Lavant pour le rôle de M. Oscar dans Holly Motors
3. Joaquin Phoenix pour le rôle de Freddie Quell dans The Master

### Meilleure actrice
1. Emmanuelle Riva pour le rôle d'Anne dans Amour
2. Jennifer Lawrence pour le rôle de Tiffany dans Happiness Therapy (Silver Linings Playbook)
3. Jessica Chastain pour le rôle de Maya dans Zero Dark Thirty

### Meilleur acteur dans un second rôle
1. Matthew McConaughey pour les rôles de Dallas dans Magic Mike et de Danny "Buck" Davidson dans Bernie
2. Tommy Lee Jones pour le rôle de Thaddeus Stevens dans Lincoln
3. Philip Seymour Hoffman pour le rôle de Lancaster Dodd dans The Master

### Meilleure actrice dans un second rôle
1. Amy Adams pour le rôle de Mary Sue Dodd dans The Master
2. Sally Field pour le rôle de Mary Todd Lincoln dans Lincoln
3. Anne Hathaway pour le rôle de Fantine dans Les Misérables

### Meilleur scénario
1. Lincoln – Tony Kushner
2. The Master – Paul Thomas Anderson
3. Happiness Therapy (Silver Linings Playbook) – David O. Russell

### Meilleure photographie
1. The Master - Mihai Malaimare Jr.
2. Skyfall – Roger Deakins
3. Zero Dark Thirty – Greig Fraser

### Meilleur film documentaire
1. The Gatekeepers (שומרי הסף)
2. Ceci n'est pas un film (این فیلم نیست, In film nist)
3. Sugar Man (Searching for Sugar Man)

### Meilleur film expérimental
1. Ceci n'est pas un film (این فیلم نیست, In film nist)

### Film Heritage
1. Laurence Kardish, curateur du MoMA pour ses 44 années de services et la rétrospective du cinéma de Weimar
2. Milestone Film and Video pour le projet Shirley Clarke

### Dédicace
1. Andrew Sarris « l'un des critiques américains les plus originaux et influents, et membre fondateur de la NSFC »